# Comedown (film)
Comedown è un film del 2012 diretto da Menhaj Huda, presentato al Grimmfest il 4 ottobre 2012.

## Trama
Sei amici d'infanzia entrano nel palazzo in cui vivevano da piccoli, ora deserto e abbandonato, per improvvisare una radio pirata, ubriacarsi e festeggiare. Quando una di loro sparisce, gli amici cominciano a cercarla, scoprendo che non sono soli: uno psicopatico sta dando loro la caccia.